# Chionoecetes opilio
Espèce
Chionoecetes opilio est une espèce de crabes de la famille des Oregoniidae. Il est comme les autres espèces de son genre appelé « crabe des neiges ». Cette espèce est la plus abondante mais aussi la plus pêchée.

## Distribution
C'est une grosse araignée de mer des mers froides qu'on rencontre dans le Pacifique nord, de l'Alaska aux îles Kouriles et du Kamtchatka, ainsi que dans l'Atlantique nord-ouest (Terre-Neuve, Saint-Pierre-et-Miquelon, Nouvelle-Écosse, Québec, etc.). Le Canada est le plus grand pêcheur de crabes des neiges au monde, sa production atteignant les deux tiers de l’approvisionnement mondial,.